# Иоанн I (епископ Пуатье)
Иоанн I (лат. Iohannes I; умер не позднее 629 года) — епископ Пуатье в первой трети VII века.

## Биография
О происхождении и ранних годах Иоанна I достоверных сведений не сохранилось. На основании ономастических данных предполагается, что он был выходцем из семьи галло-римлян.
В средневековых списках глав Пуатевинской епархии, наиболее ранний из которых был составлен в XII веке, Иоанн I назван преемником Энноальда, последнее свидетельство о котором, возможно, относится к 616 году. Неизвестно когда и при каких обстоятельствах Иоанн I получил епископскую кафедру в Пуатье. Достоверно установлено только то, что в 625 году он уже был главой местной епархии.
Иоанн I упоминается как участник двух синодов прелатов Франкского государства: в 625 году он присутствовал на церковном соборе в Реймсе, а в 626 или 627 году — на церковном соборе в королевском поместье Клиппиак (современный Клиши-ла-Гаренн). Оба синода были посвящены укреплению вопросам церковной дисциплины и церковного права. В том числе, участники Реймсского собора приняли постановление, категорически запрещавшее евреям заставлять зависимых от них христиан принимать иудаизм.
Возможно, Иоанн I поддерживал дружеские связи с епископом Меца Арнульфом.
Вероятно, Иоанн I умер вскоре после синода в Клиши. Его преемником в епископском сане не позднее 628 или 629 года стал Дидон.